# Hasištejn
Hasištejn (německy Hassenstein) je zřícenina hradu na české straně Krušných hor nad obcí Místo v Ústeckém kraji v okrese Chomutov. Jeho pozůstatky jsou chráněné jako kulturní památka.
Hrad založili nejspíše páni ze Šumburka v první čtvrtině čtrnáctého století. Vlastnili jej až do začátku patnáctého století, kdy jej po dobytí v roce 1418 získali Lobkovicové. Za Bohuslava Hasištejnského z Lobkovic byl Hasištejn na počátku šestnáctého století výrazně rozšířen a stal se jedním z center humanismu v Čechách. Od počátku sedmnáctého století hrad chátral a byl využíván jen k hospodářským účelům. Opravy nezbytné pro turistické zpřístupnění proběhly až v závěru devatenáctého století.
Hrad je snadno dostupný z Místa a v návštěvních hodinách je přístupný veřejnosti. Částečně se dochoval středověký gotický palác se schodišťovou věží a kaplí a mladší pozdně gotický palác pod válcovou věží, která byla upravena na rozhlednu. Pod nádvořím se nachází rozsáhlé sklepy a v předpolí hradu stojí volně přístupná, pozdně gotická předsunutá bašta.

## Historie
Doba založení a stavebník hradu jsou nejasné. Podle Tomáše Velímského mohl být zakladatelem Hasištejna Boreš z Rýzmburka, po jehož popravě v roce 1278 hrad připadl panovníkovi a Šumburkové se jej zmocnili brzy po smrti Václava III. Tomáš Durdík uvádí jako možného stavitele krále Václava II. v době na počátku čtrnáctého století. Podobné datování uváděla také Dobroslava Menclová, která později dobu vzniku hradu posunula do dvacátých let čtrnáctého století a za stavitele považovala Fridricha ze Šumburka, který jej postavil pro krále Jana Lucemburského v souvislosti s opevňováním severozápadní hranice. Podobný způsob založení hradu Jan Lucemburský zvolil u Střekova nebo Kyšperku.

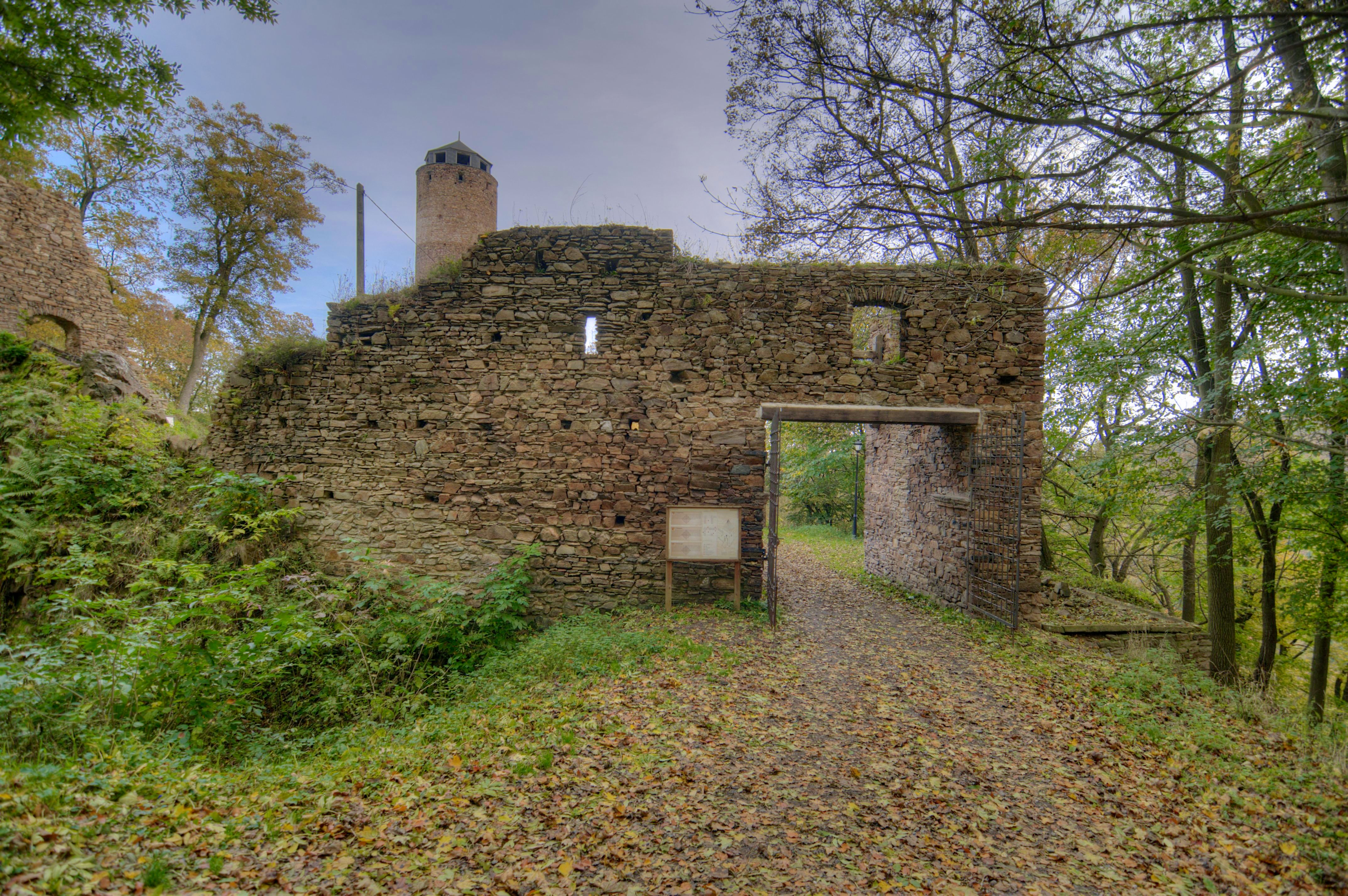
První brána

Při konzervaci zříceniny v letech 1998–1999 byly údajně nalezeny zlomky keramiky pocházející ze třináctého století, ale podle novějšího zkoumání žádná keramika ze třináctého století není. Vznik hradu okolo roku 1300 či dříve také vylučuje stavební a uměleckohistorický rozbor kaple, protože její výstavba je datována do druhé čtvrtiny čtrnáctého století a kaplová věž byla postavena zároveň s obvodovou hradbou, s níž je stavebně propojena. Dřevo z bergfritu, prevétu v hlavní hradbě a spojovacího trámu mezi věžovým palácem a pilířem bylo dendrochronologicky datováno do let 1324 a 1315–1331. Hrad byl tedy postaven někdy ve dvacátých až třicátých letech čtrnáctého století a jeho stavebníkem mohl být král Jan Lucemburský nebo Fridrich IV. ze Šumburka. Pravděpodobnějším stavitelem je Fridrich IV., který okolo roku 1324 získal hasištejnské panství jako léno, na němž měl postavit hrad, dokončit proces kolonizace přilehlé části Krušných hor a provozovat důlní činnost.

### Středověk
První písemná zmínka o Hasištejnu se nachází v zákoníku Majestas Carolina z roku 1348, kde je uveden mezi hrady, které panovník může zastavit nejvýše na devět let. V uvedeném roce hrad vlastnil Bedřich ze Šumburka. Král Karel IV. mu roku 1351 držení hradu i dalších statků, ke kterým patřila Přísečnice nebo Schlettau, potvrdil. K hasištejnskému panství v roce 1367 mimo jiné náležela polovina Přísečnice, Sobětice, Kýšovice, Vysoká Jedle, Krbice, Kralupy, Vinaře, Blov a Miřetice u Vintířova. Panství mělo dvě hospodářská centra: Přísečnici pro horskou oblast s hornickými aktivitami a Kralupy pro oblast podhorskou. Samotný Hasištejn plnil funkci vrchnostenského sídla, správního, vojenského, právního a symbolického střediska regionu.

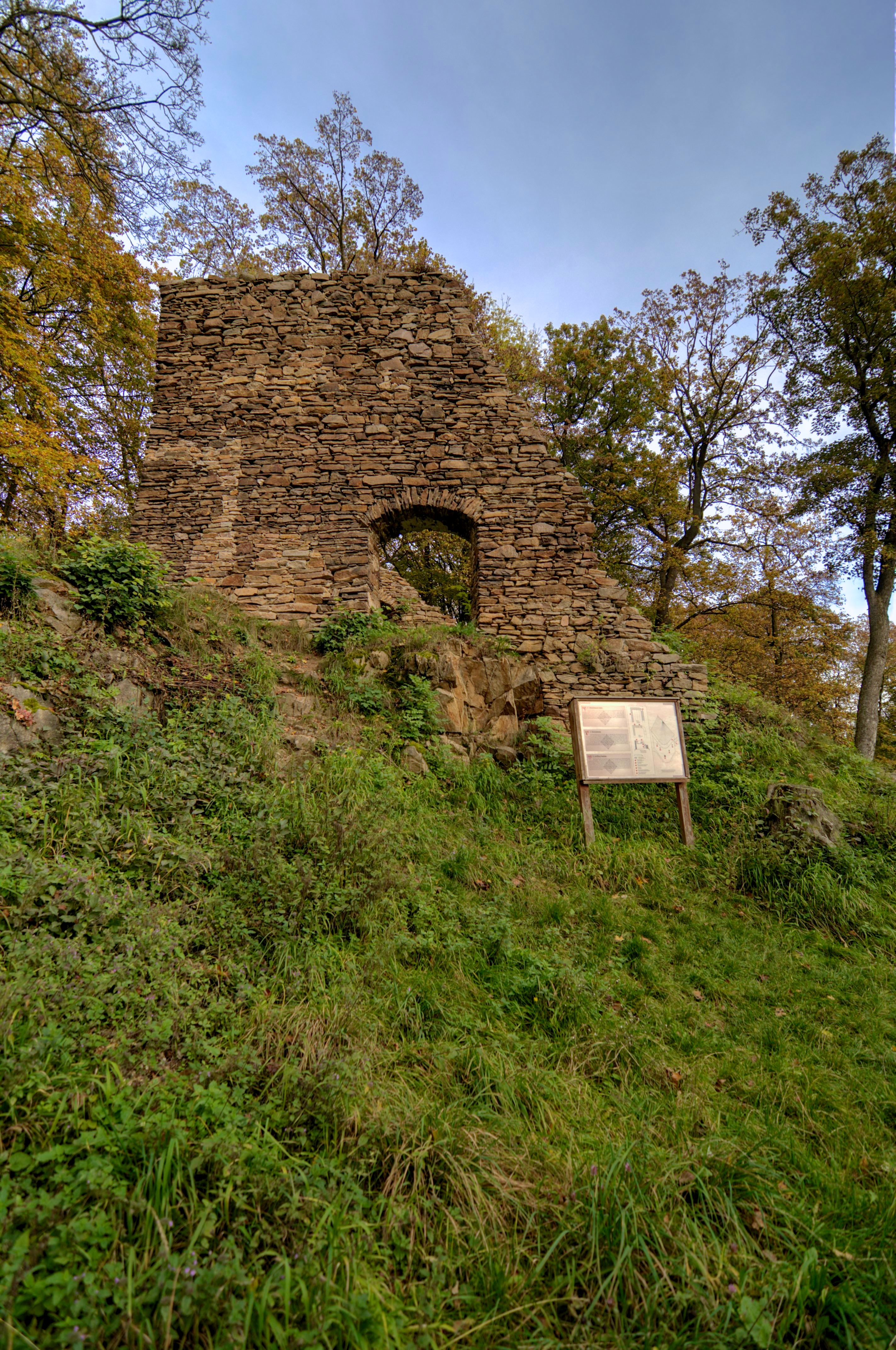
Zřícenina pozdněgotické bateriové věže v předhradí

Po Bedřichově smrti okolo roku 1364 získali hrad do zástavy Heřman a Bernard ze Šumburka a v roce 1394 panství přešlo na Bernardova nejstaršího syna Bedřicha ze Šumburka. Bedřichovi hrad patřil do roku 1412, kdy ho přenechal Jindřichu mladšímu Reussovi z Plavna. Ten se dostal do sporů s Václavem IV. a spolčoval se s loupeživými rytíři, se kterými přepadávali královské statky. Královské vojsko proto pod velením Mikuláše Chudého z Lobkovic hrad po dvouměsíčním obléhání v roce 1418 dobylo a král Hasištejn ihned Mikuláši za 4 000 kop pražských grošů zastavil. Od roku 1421 ho Mikuláš získal jako dědičné korunní léno. Mikulášovým purkrabím na hradě se stal Lidéř z Horek.
Mikuláš zemřel roku 1435 a hasištejnské panství zdědil jeho syn Mikuláš II. z Lobkovic a během života jej rozšířil o perštejnskou část Přísečnice, polovinu Prunéřova nebo o Údlice. Mikuláš II. měl čtyři syny: Jana, Mikuláše III., Jaroslava a Bohuslava. Ti po otcově smrti v roce 1462 spravovali rodový majetek společně. Po Jaroslavově smrti si panství rozdělili na třetiny, ale hrad i nadále sdíleli s bydleli na něm. Roku 1491 se Hasištejn stal hlavním sídlem Bohuslava, který jej nechal výrazně rozšířit. Pak v něm založil jednu z největších knihoven českého království. Knihovna byla později přestěhována do Chomutova, kde roku 1598 její malá část shořela, ale většina knih byla převezena na roudnický zámek. Po Bohuslavově smrti v roce 1510 se panství postupně rozdělilo na mnoho malých částí.

### Šestnácté a sedmnácté století
Polovinu dědictví po Bohuslavovi spravoval až do své smrti jeho bratr Jan, po němž ji zdědil syn Jaroslav. Po něm přešla na syny Jindřicha a Šebestiána Hasištejnské z Lobkovic, ale po Šebestiánově smrti v roce 1587 majetek získal jako odúmrť císař Rudolf II. Po pěti letech ji prodal Maxmiliánovi Hasištejnskému z Lobkovic, synovi Jindřicha Hasištejnského. Maxmilián však bez potomků zemřel okolo roku 1597 a část hradu opět připadla císaři. Druhá polovina Bohuslavova dědictví připadla synům jeho bratra Mikuláše III.: Zikmundovi, Vilémovi, Mikulášovi IV. a Václavovi z Hasištejnským Lobkovic. Každému tedy patřila jedna osmina dědictví, ale v roce 1533 vlastnil tři z osmi dílů Vilém z Lobkovic. Ten svůj podíl prodal Jeronýmovi a Vavřinci Šlikovi. Od nich jej převzal Bohuslav Felix Hasištejnský z Lobkovic a odkázal ho svým synům Bohuslavu Jáchymovi a Valdemarovi Hasištejnským z Lobkovic. Většinu jejich majetku získal Jiří Popel z Lobkovic a vlastnil ji až do roku 1594, kdy mu císař Rudolf zkonfiskoval veškerý majetek.

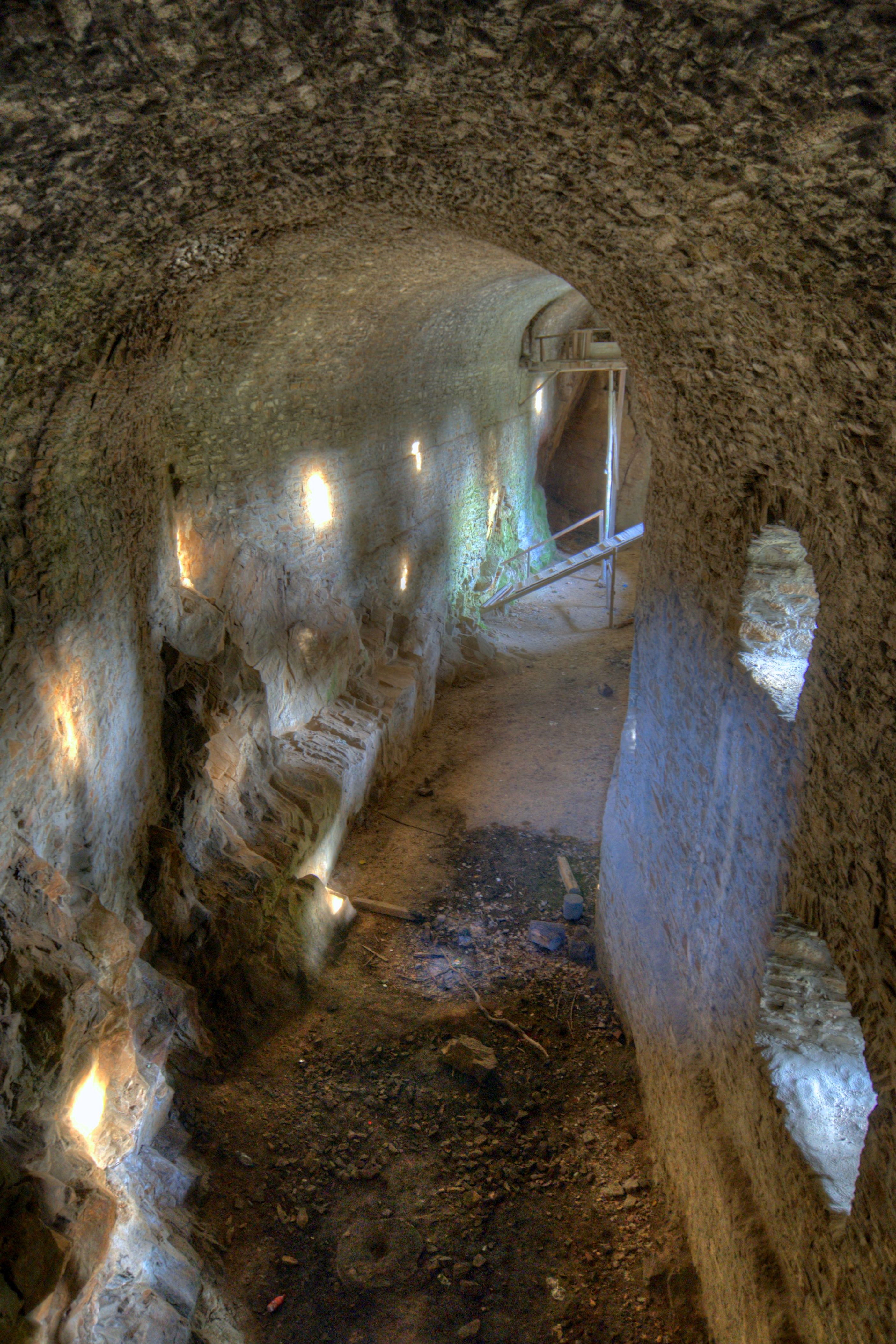
Rozsáhlý sklep se používal ke skladování piva

Na počátku sedmnáctého století sedm osmin hradu patřilo Rudolfovi II., zatímco zbývající díl vlastnil Kryštof Hasištejnský z Lobkovic, potomek Mikuláše IV. Od císaře jeho část roku 1606 koupil Linhart starší Štampach ze Štampachu. Jeho syn Jan Richard o tři roky přikoupil díl Kryštofa Hasištejnského, a Štampachové se tak stali jedinými majiteli panství. Hrad poté připadl Linhartovi mladšímu Štampachovi ze Štampachu, který o něj přišel za účast na stavovském povstání v letech 1618–1620. Když jeho zkonfiskovaný majetek v roce 1622 koupil Jaroslav Bořita z Martinic, byl hrad Hasištejn označen jako pustý. K jeho statku tehdy patřilo Místo, Blahuňov, Vysoká Jedle, Nová Víska, Drahonice, Krbice, Březno, Brany, Brančíky, Černovice, Vysoká, Lideň, Nebovazy, Tušimice, Přezetice, část Čermníků a další příslušenství.

### Novodobé dějiny

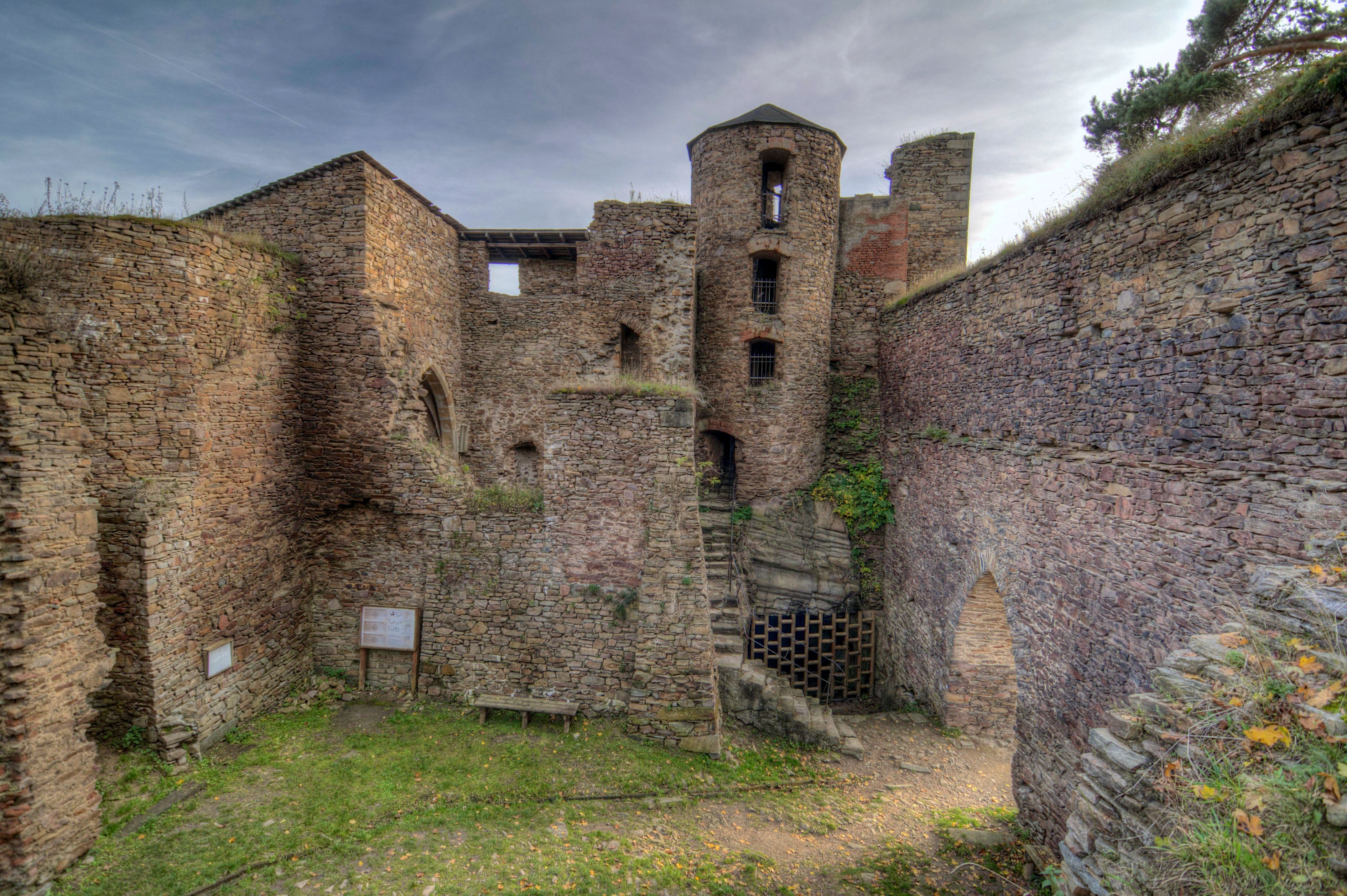
Třetí nádvoří s kaplí, schodišťovou věží a starším věžovitým palácem

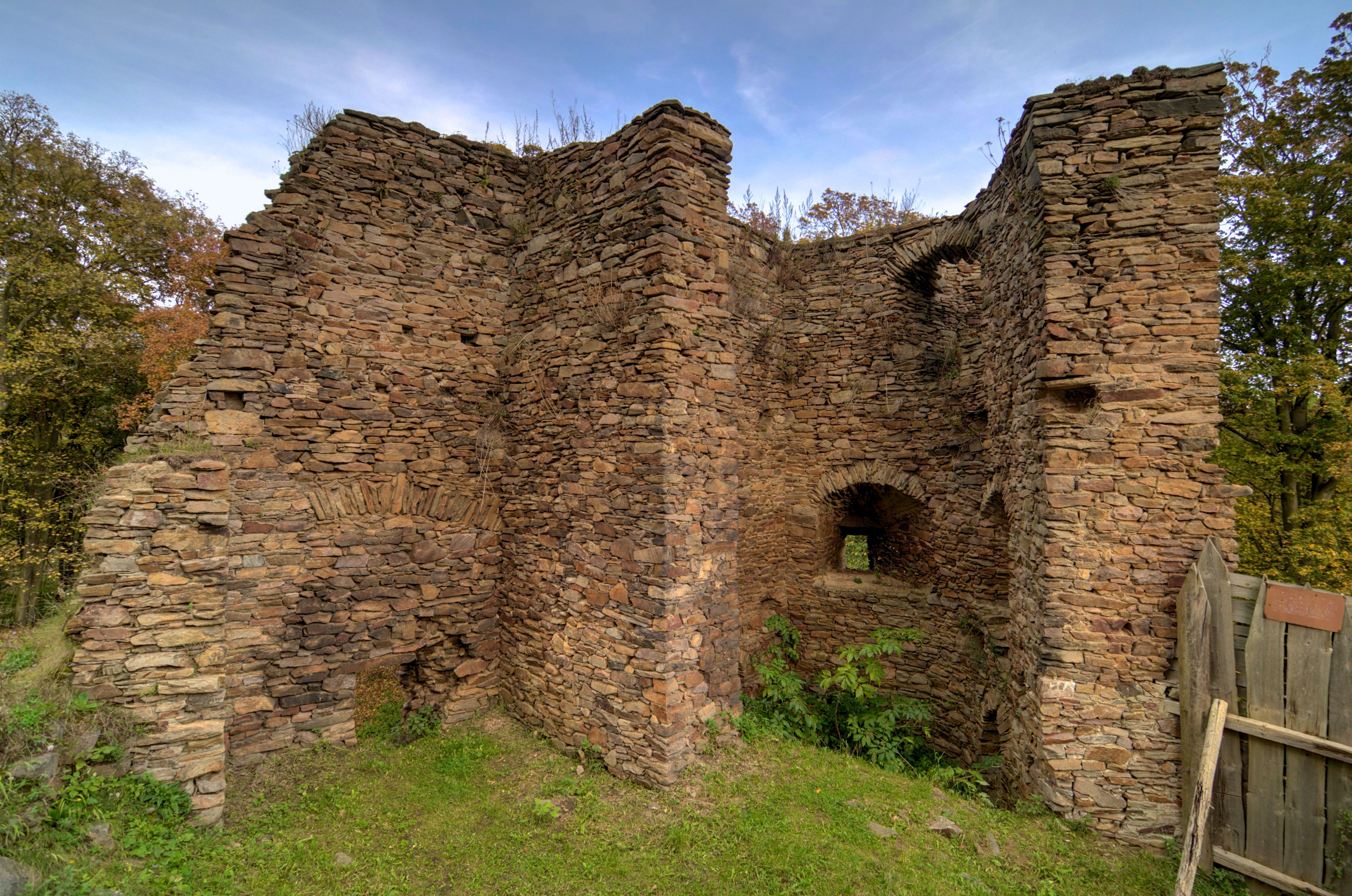
Interiér jihozápadní bašty v parkánové zdi

Martinicové hrad neudržovali a v roce 1687 už využívali jen sklepy k uskladnění piva z prunéřovského pivovaru. Hrad chátral až do let 1891–1892, kdy jej nechal Emanuel Karsch, tehdejší majitel velkostatku Prunéřov –Ahníkov, částečně opravit a zřídit v něm hostinec. Ten v roce 1976 vyhořel. Obě budovy hostince před požárem jsou zachyceny v pátém dílu seriálu 30 případů majora Zemana Hon na lišku jako Čadkova chata (tzv. Liščí doupě). Nový, menší hostinec byl postaven v roce 1995. Je na něm pamětní deska připomínající návštěvu J. W. Goetha v roce 1810.
V letech 1998–1999 proběhla částečná konzervace hradu. Opraveny byly omítky cimbuří jižního paláce, omítka v prostoru torza točitého schodiště u kaple nebo omítky v arkýři západního paláce. Znovu byl vyzděn zřícený úsek obvodové hradby nádvoří na východní straně, přičemž bylo experimentálně použito prolévání hradebního jádra nehašeným vápnem a vodou. Tento postup vedl k lepšímu propojení jádra zdi s lícem a pravděpodobně byl použit ve středověku při stavbě hradby. Koruny zdiva byly zajištěny plochými kameny překrytými jílovou vrstvou a drny se suchomilnými rostlinami jako je rozchodník nepravý, rozchodník ostrý a rozchodník velký.

## Stavební podoba
Pro stavbu byla vybrána oválná plocha nad prudkým svahem k údolí Prunéřovského potoka. Hlavním stavebním materiálem jsou místní silně metamorfované horniny. Nejstarší stavební fáze patří k hradům bergfritového typu. Bergfrit, obehnaný plášťovou hradbou, zaujal nejvyšší místo jádra v čele hradu. Ve skále u paty věže byla vytesána cisterna na vodu. Na protilehlém a nejlépe chráněném místě stojí věžový palác, ke kterému naproti vstupní bráně přiléhala kaple zaklenutá křížovou klenbou. Její existence podporuje královské založení hradu. Původní brána stávala v severovýchodní části hradu, ale dochovala se z ní jen východní špaleta výklenku průjezdu. Pravděpodobná je existence další, blíže neznámé zástavby. Nějaká budova snad stávala v místech pozdějšího západního paláce a umožňovala po lávce snadnější vstup do bergfritu.
Opevnění severní a východní strany zesiloval parkán, v minulosti datovaný až do doby po roce 1418. Průjezd parkánovou zdí k bráně jádra umožňovala nejspíše věžová brána, z níž se dochovaly lůžka točnic padacího mostu. Uprostřed východní parkánové hradby stála dovnitř otevřená oblá věž. Věž ani hradba nejsou vybaveny střílnami pro palné zbraně a k jejich obraně sloužil pouze ochoz. Dále na sever se za příkopem nacházelo předhradí, v němž jsou pro starší stavební fázi doloženy dvě budovy, z nichž jedna sloužila k bydlení. Obě shořely nejspíše při dobývání v roce 1418.
Někdy po obléhání roku 1418 byl hrad výrazně rozšířen. Na východní straně jádra bylo zřízeno rozlehlé nádvoří postavené nad klenbou velkého sklepa, který využil prostor původně velmi strmého svahu. Na nádvoří se vstupovalo přes šíjový příkop čtverhrannou, dovnitř otevřenou branou. Parkánová hradba byla posílena dvěma nevýraznými baštami na západní straně.
Během pozdně gotické přestavby za Lobkoviců bylo opevnění hradu znovu rozšířeno. Před šíjovým příkopem vznikla nová hradba s věžovou branou a čtverhrannou bateriovou věží. Obě věže byly směrem k hradu otevřené. Hradbu chránil další příkop. Na návrší, odkud mohl být hrad účinně ostřelován z děl, byla postavena valy opevněná předsunutá bašta s věží opatřenou břitem. Dvojice nových bašt zpevnila parkánovou hradbu na západní straně. V jádře byl navíc pod bergfritem postaven nový palác, ze kterého se dochovala především východní zeď s arkýři.

### Bergfrit

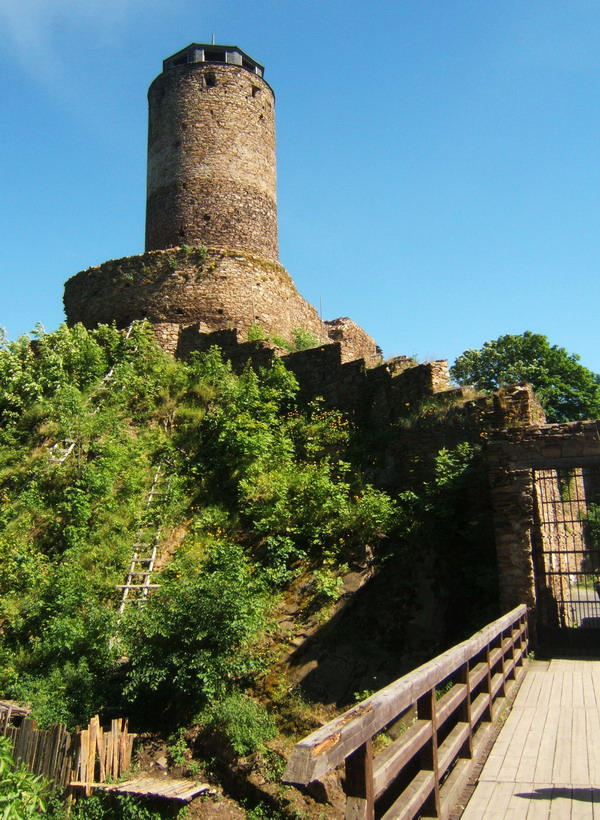
Bergfrit

Dominantou hradu je bergfrit upravený na rozhlednu. Věž je přístupná přízemním otvorem a k vyhlídkovému patru vede dubové točité schodiště. Jak vstup tak schodiště pocházejí z Karschových úprav na počátku devadesátých let devatenáctého století. Při nich byly také proraženy dva osvětlovací otvory a postavena dřevěná vyhlídková nástavba.
Věž má v přízemí průměr 8,7 metru a tloušťku zdiva 3,5 metru. Původně se do ní vstupovalo po žebříku a dále dochovaným portálkem v úrovni prvního patra ve výšce 6,5 metru. Portál má pískovcové ostění a dvě konzole, které nesly malou plošinu, o niž se opíral žebřík. Dveře se otáčely díky čepům zasazeným do pískovcového prahu a dřevěného trámu zasazeného pod vstupní klenbu. Zajišťovaly se závorou. Po výstavbě sousedního paláce vedl k portálu můstek z jeho podkroví. Komunikaci mezi jednotlivými patry umožňovaly žebříky a přízemí zpřístupňoval otvor v podlaze prvního patra.
Na vrcholu věž zakončovalo podsebití, ale za Bohuslava Hasištejnského z Lobkovic bylo v šestnáctém století strženo a nahrazeno přibližně sedmdesát centimetrů tlustou zdí prolomenou osmi střílnami, které však neumožnily pokrýt palbou prostor u paty věže.

### Kaple
Hasištejnská kaple se nachází v přízemí kaplové věže a nad ní bývalo ještě dvouprostorové první patro nejasného účelu. Svými rozměry patří ke středně velkým kaplím, ale užití kaplové věže je v Čechách téměř ojedinělé. Jedinou analogií je kaple na bečovském hradě, který vznikl přibližně ve stejné době jako Hasištejn a jehož stavebníci byli spříznění s pány ze Šumburka.
Půdorys věže má vnější rozměry 11,5 × 7 metrů a na východě vystupuje o 1,2 metru před obvodovou hradbu. Samotná kaple měří 8,2 × 3,9 metru. Interiér je rozdělen hrotitým vítězným obloukem na loď a kněžiště. Obě prostory byly zaklenuté jedním polem křížové klenby podepřené štíhlými jehlancovými kružbovými konzolami. Jednotlivá žebra se na vrcholu klenby spojují v terčovitém svorníku. Profilace okna, které osvětluje kněžiště, pochází až z konce devatenáctého století.
Do kaple se původně vstupovalo portálem v západní zdi, která byla nově vyzděna v devatenáctém století s druhotným využitím gotických architektonických dílů. Nad vstupem bývala empora nesená hrotitou valenou klenbou. Po empoře se dochoval pouze otisk v původních omítkách na jižní zdi. Vstupovalo se na ni po dochovaném schodiště v síle jižní zdi a schodiště pokračovalo dále do prvního patra věže.

## Přístup
| Rok  | Počet návštěvníků |
| ---- | ----------------- |
| 2015 | 12 482            |
| 2016 | 16 120            |
| 2017 | 12 506            |
| 2018 | 12 982            |
| 2019 | 13 981            |

Zachovala se velká věž, která slouží jako rozhledna, dále zbytky dvou paláců a část hradeb. Vrch je zčásti zarostlý. Přístup je nejblíže z obce Místo vzdálené asi jeden kilometr. Od motorestu Ušák na silnici I/13 na hrad vede modře značená turistická trasa, z obce Místo žlutá. Obec Místo, které hrad patří, zde pořádá řadu společenských akcí.